# 러브 미 텐더 (영화)
《러브 미 텐더》(Love Me Tender)는 1956년 미국 흑백 시네마스코프 장편 영화로 로버드 D. 웹 연출에 20세기 폭스 개봉작이다. 노래 이름을 딴 영화는 리처드 이건, 데보라 파제트, 첫 연기작이 된 엘비스 프레슬리가 출연한다. 뮤지컬 넘버를 수록한 웨스턴 장르 영화다. 프레슬리의 첫 연기 영화로서, 그의 연기 경력을 통틀어 최고 출연료를 받지 못한 그의 처음이자 마지막 영화다. 《러브 미 텐더》의 원제는 《더 레노 브라더스》였지만, 싱글 〈Love Me Tender〉가 1백만 장 판매를 돌파하면서 제목이 변경되었다. 역사적 인물을 연기한 프레슬리의 유일작이다.

## 출연

### 주연
- 리처드 이간
- 데브라 파겟
- 엘비스 프레슬리

### 조연
- 로버트 미들턴
- 윌리엄 캠벨
- 네빌 브랜드
- 밀드레드 던녹
- 브루스 베네트
- 러스 콘웨이
- 켄 클락
- 배리 코
- 제임스 드러리

## 기타
- 의상: 찰스 르 마리
- 의상: 메리 윌즈